# Hemipenthes gentilis
Hemipenthes gentilis är en tvåvingeart som först beskrevs av Enrico Adelelmo Brunetti 1909.  Hemipenthes gentilis ingår i släktet Hemipenthes och familjen svävflugor. Inga underarter finns listade i Catalogue of Life.